# كارل فيليبس
كارل فيليبس (بالإنجليزية: Carl Phillips)‏ هو شاعر أمريكي، ولد في 23 يوليو 1959 في إيفرت في الولايات المتحدة.